# Annibale Carracci
Annibale Carracci (Bologna, 3 november 1560 – Rome, 15 juli 1609) was een Italiaans kunstschilder en graveur.
In Bologna opende hij, samen met zijn neef Ludovico en broer Agostino de Eclectische School of de "School van Carracci". Hij was een van de grondleggers van de kunststroming die bekend is geworden als de Bolognese School.
De werken van Annibale Carracci behoren tot de barok, al is er verwevenheid met classicistische elementen.

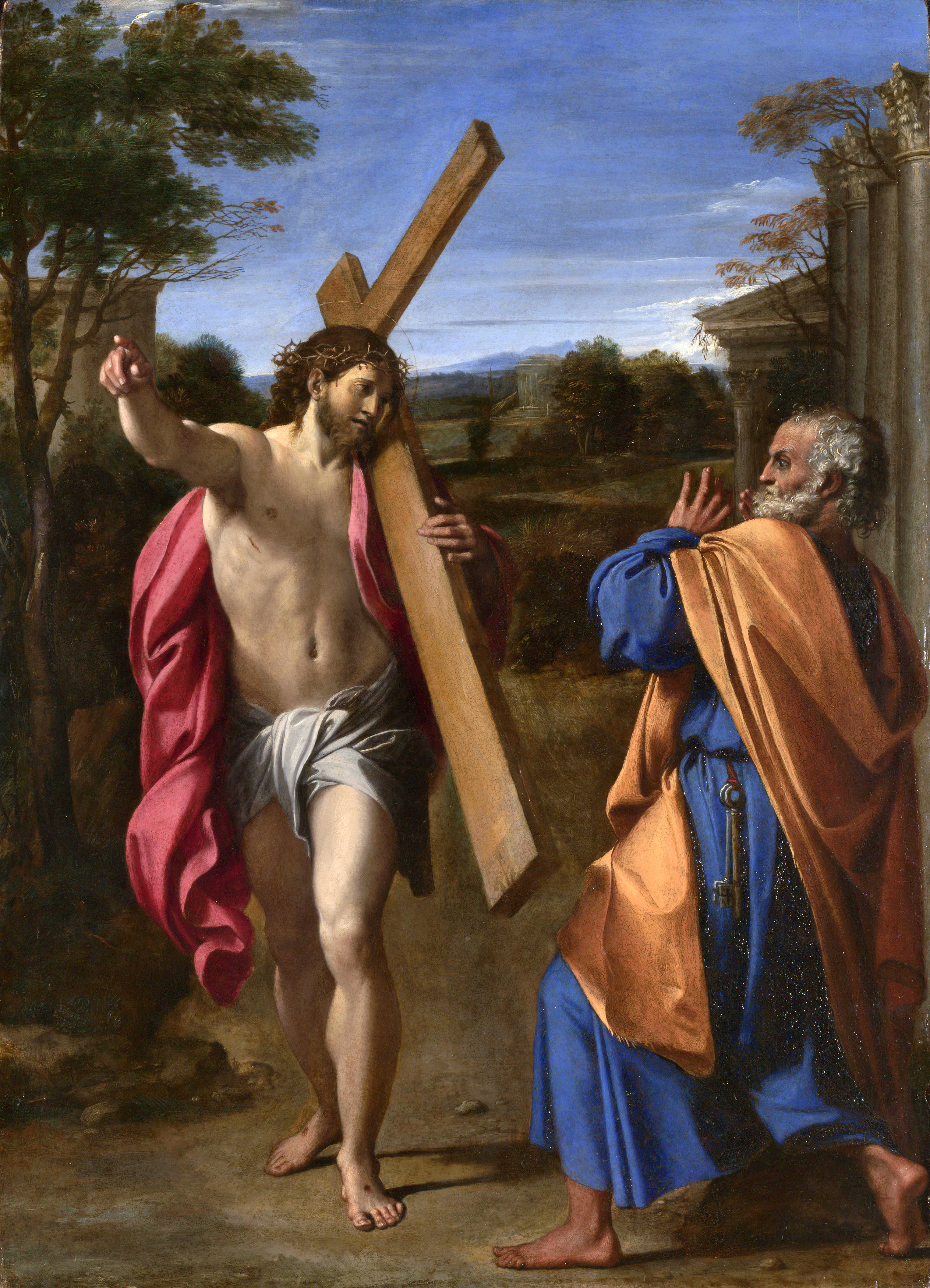
Domine quo vadis? (1601-1602)
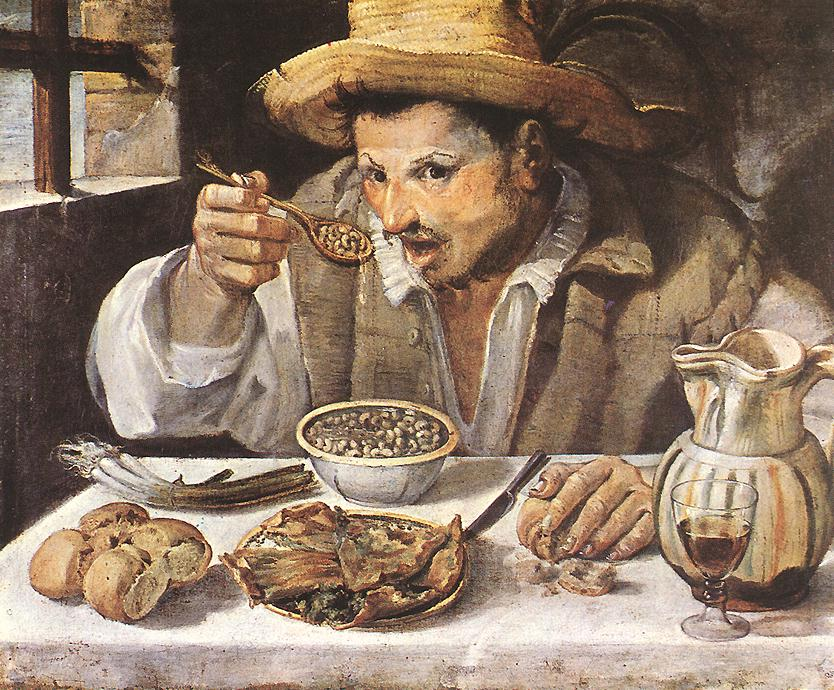
De boneneter (1580-1590)
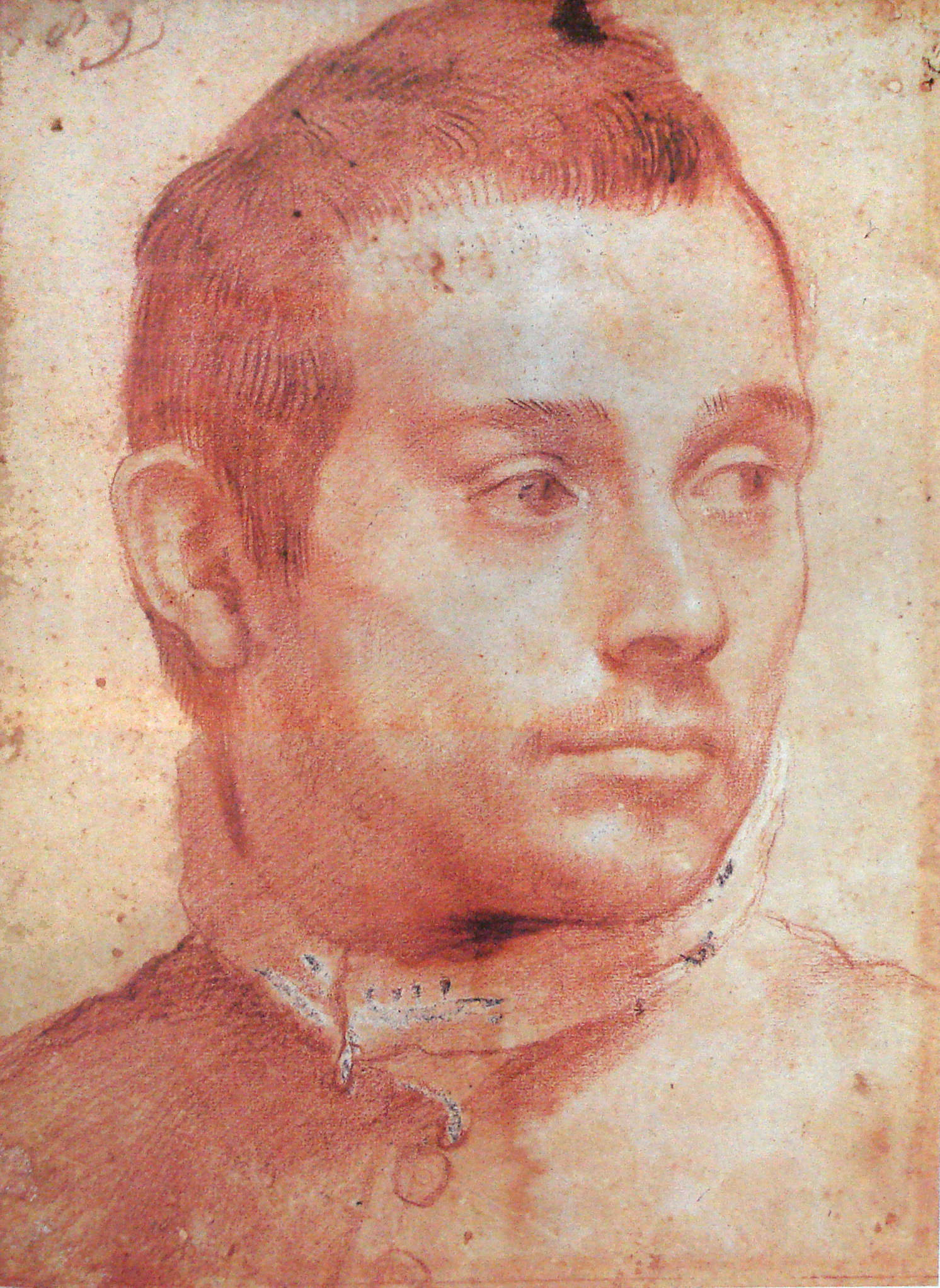
Mansportret

## Schilderijen
- Maria Hemelvaart (c. 1590) - olieverf op doek, 130 × 97 cm, Museo del Prado, Madrid
- De doop van Christus (1584) - olieverf op doek, San Gregorio, Bologna
- De boneneter (1580-1590) - olieverf op doek, 57 × 68 cm, Galleria Colonna, Rome
- De slagerij (de jaren 1580) - olieverf op doek, 185 × 266 cm, Christ Church Picture Gallery, Oxford
- Kruisiging (1583) - olieverf op doek, 305 × 210 cm, Santa Maria della Carità, Bologna
- Het vissen (voor 1595) - olieverf op doek, 136 × 253 cm, Louvre, Parijs
- De jacht (voor 1595) - olieverf op doek, 136 × 253 cm, Louvre, Parijs
- De lachende jeugd (1583) - Olieverf op papier, Galleria Borghese, Rome
- Madonna met de H. Mattheüs (1588) - olieverf op doek, 384 × 255 cm, Gemäldegalerie, Dresden
- Het mystiek huwelijk van de H. Catherina (1585-1587) - olieverf op doek, Museo Nazionale di Capodimonte, Napels
- Venus, Adonis en Cupido (c. 1595) - olieverf op doek, 212 × 268 cm, Museo del Prado, Madrid
- Rivierlandschap (c. 1599) - olieverf op doek, National Gallery of Art, Washington
- Venus en Adonis (c. 1595) - olieverf op doek, 217 × 246 cm, Kunsthistorisches Museum, Wenen
- Venus met Satyr en Cupido's (c. 1588) - olieverf op doek, 112 x142 cm, Uffizi, Florence
- De verschijning van Maria aan de HH. Lucas en Catherina (1592) - olieverf op doek, 401 × 226 cm, Louvre, Parijs
- Fresco's (1597-1605) in het Palazzo Farnese, Rome
- Maria Hemelvaart (1600-1601) - olieverf op doek, 245 × 155 cm, Santa Maria del Popolo, Rome
- Bewening van Christus (1606) - olieverf op doek, 92,8 × 103,2 cm, National Gallery, Londen
- De vlucht naar Egypte (1603) - olieverf op doek, 122 × 230 cm, Galleria Doria Pamphilj, Rome
- Hercules op de tweesprong (c. 1596) - olieverf op doek, 167 × 273 cm, Museo Nazionale di Capodimonte, Napels
- De bespotting van Christus (c. 1596) - olieverf op doek, 60 × 69,5 cm, Pinacoteca Nazionale
- Pietà (1599-1600) - olieverf op doek, 156 × 149 cm, Museo Nazionale di Capodimonte, Napels
- Domine quo vadis? (1601-1602) - olieverf op paneel, 77,4 × 56,3 cm, National Gallery, Londen
- Rust tijdens de vlucht naar Egypte (c. 1600) - olieverf op doek, diameter 82,5 cm, Hermitage, Sint-Petersburg
- Zelfportret en profile (de jaren 1590) - olieverf op doek, Uffizi, Florence
- Zelfportret - Olieverf op hout, 42 × 30 cm, Hermitage, Sint-Petersburg
- Het martelaarschap van de H Stephanus (1603-1604) - olieverf op doek, 51 × 68 cm, Louvre, Parijs
- Triptiek (1604-1605) - olieverf op koperplaat en paneel, 37 × 24 cm (centrale paneel), 37 × 12 cm (beide zijpanelen), Galleria Nazionale d'Arte Antica, Rome
- De vrouwen bij het graf van Christus  olieverf op doek, Hermitage, Sint-Petersburg
- Atlante  Sanguine, Louvre, Parijs
- Tekeningen (tentoongesteld, National Gallery of Art)[2]

## Musea
De schilderijen van Carracci zijn in diverse musea te zien, onder andere in:
- Fine Arts Museums of San Francisco in San Francisco
- Hermitage in Sint-Petersburg
- Louvre in Parijs
- National Gallery of Art in Washington

## Externe links

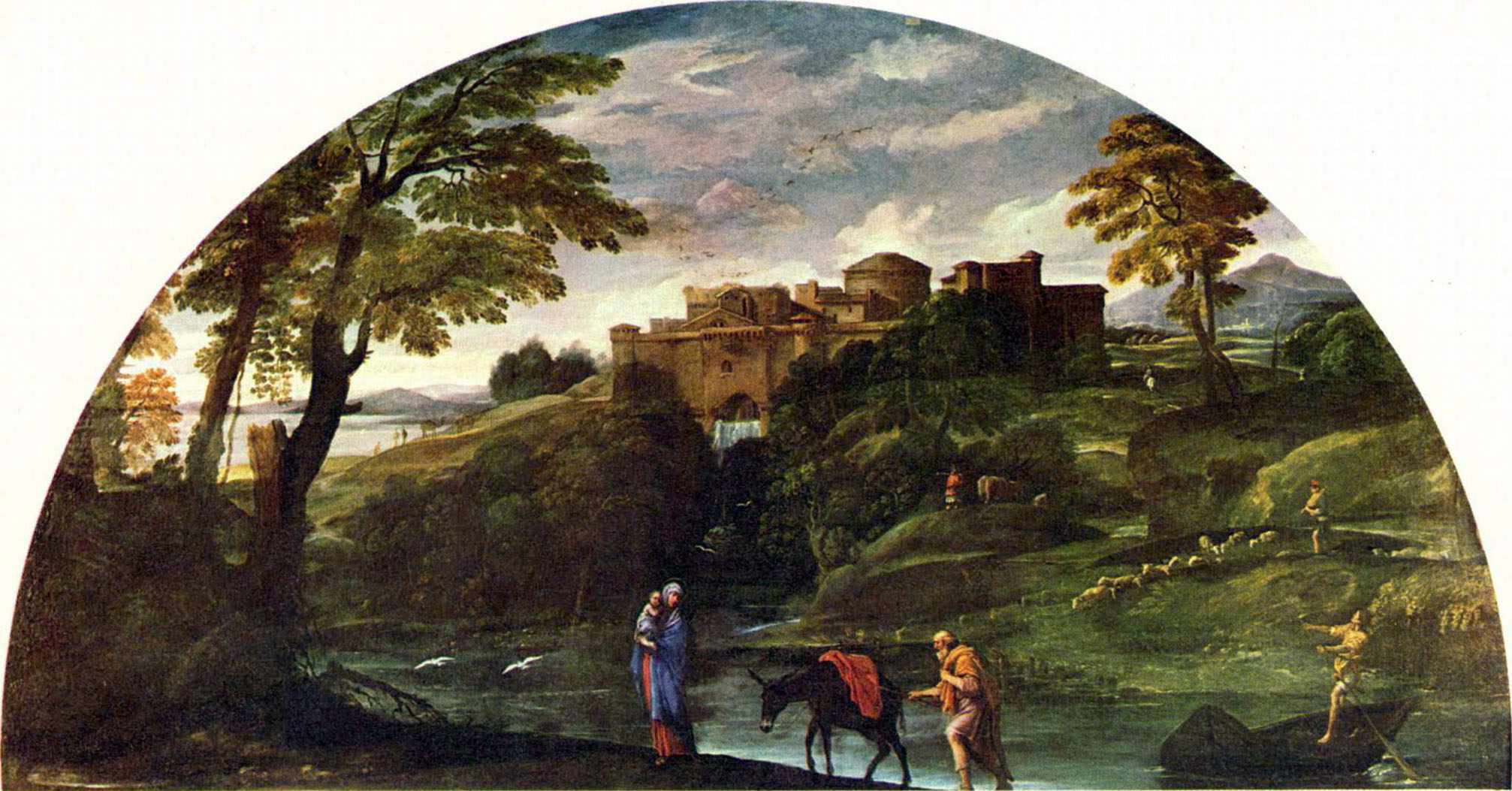
De Vlucht naar Egypte (1603) Olieverf op canvas, 122 × 230 cm. Galleria Doria-Pamphili, Rome